# Glory Hills
Glory Hills est une communauté située dans la province d'Alberta, dans le centre.